# شهرستان مونونگالیا (ویرجینیای غربی)
شهرستان مونونگالیا، ویرجینیای غربی (به انگلیسی: Monongalia County) یک منطقهٔ مسکونی در ایالات متحده آمریکا است که در ویرجینیای غربی واقع شده‌است. شهرستان مونونگالیا ۹۴۷٫۹۴ کیلومتر مربع مساحت دارد.